# Phoradendron habrostachyum
Phoradendron habrostachyum är en sandelträdsväxtart som beskrevs av August Wilhelm Eichler. Phoradendron habrostachyum ingår i släktet Phoradendron och familjen sandelträdsväxter. Inga underarter finns listade i Catalogue of Life.